# Charles-Emmanuel III
Pour les articles homonymes, voir Charles-Emmanuel.
Charles-Emmanuel III de Savoie, né le 27 avril 1701 à Turin où il est mort le 20 février 1773, fut duc de Savoie, roi de Sardaigne et souverain des États savoyards à la suite de l'abdication de son père, Victor-Amédée II, le 3 septembre 1730.
Lors de la guerre de Succession de Pologne, il conquiert la Lombardie, avant de la céder en échange de gains territoriaux bien plus modestes. Lors la guerre de Succession d'Autriche, il défend le Piémont contre une armée franco-espagnole et remporte la bataille d'Assietta. Le traité d'Aix-la-Chapelle lui restitue les terres perdues et agrandit le territoire. Il ressert ses liens avec l'Espagne par des alliances matrimoniales. 
Il choisit de ne pas s'impliquer dans la guerre de Sept Ans et il préfère plutôt se cantonner aux reformes administratives ainsi que sur le maintien d'une armée disciplinée.

## Biographie

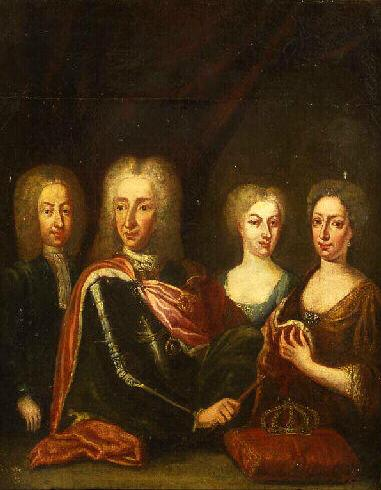
La famille royale de Savoie vers 1725 : de g. à d., le prince Charles-Emmanuel, le roi Victor-Amédée II, la princesse Polyxène et la reine Anne-Marie.

Deuxième fils du couple ducal (puis royal en 1714), il devient héritier du trône à la mort de son frère aîné Victor-Amédée en 1715.
Il descend du roi de France Louis XIII par sa mère Anne-Marie d'Orléans, fille de Philippe d'Orléans.
Il monte sur le trône à 29 ans en 1730, après l'abdication de son père, et gouverne en despote éclairé. Son père ayant tenté de reprendre le pouvoir, il l'assigne à résidence au château de Moncalieri puis au château de Rivoli. Il a des démêlés avec l'Église, car il défend que l'on ordonne des prêtres sans sa permission, et fait saisir les revenus du pape dans ses États.

Il s'unit en 1733 à la France et à l'Espagne, lors de la guerre de Succession de Pologne, qui ont projeté d'affaiblir la maison d'Autriche : à la tête des troupes confédérées, il fait la conquête du Milanais, prend Pavie, vainc les Impériaux à Guastalla, et obtient à la paix de Vienne (1738) les pays de Tortone, de Novare et quelques fiefs de l'Empire, les Langhe. Entretemps, il épouse Élisabeth-Thérèse de Lorraine, belle-sœur de la fille et héritière de l'empereur Charles VI du Saint-Empire, Marie-Thérèse.

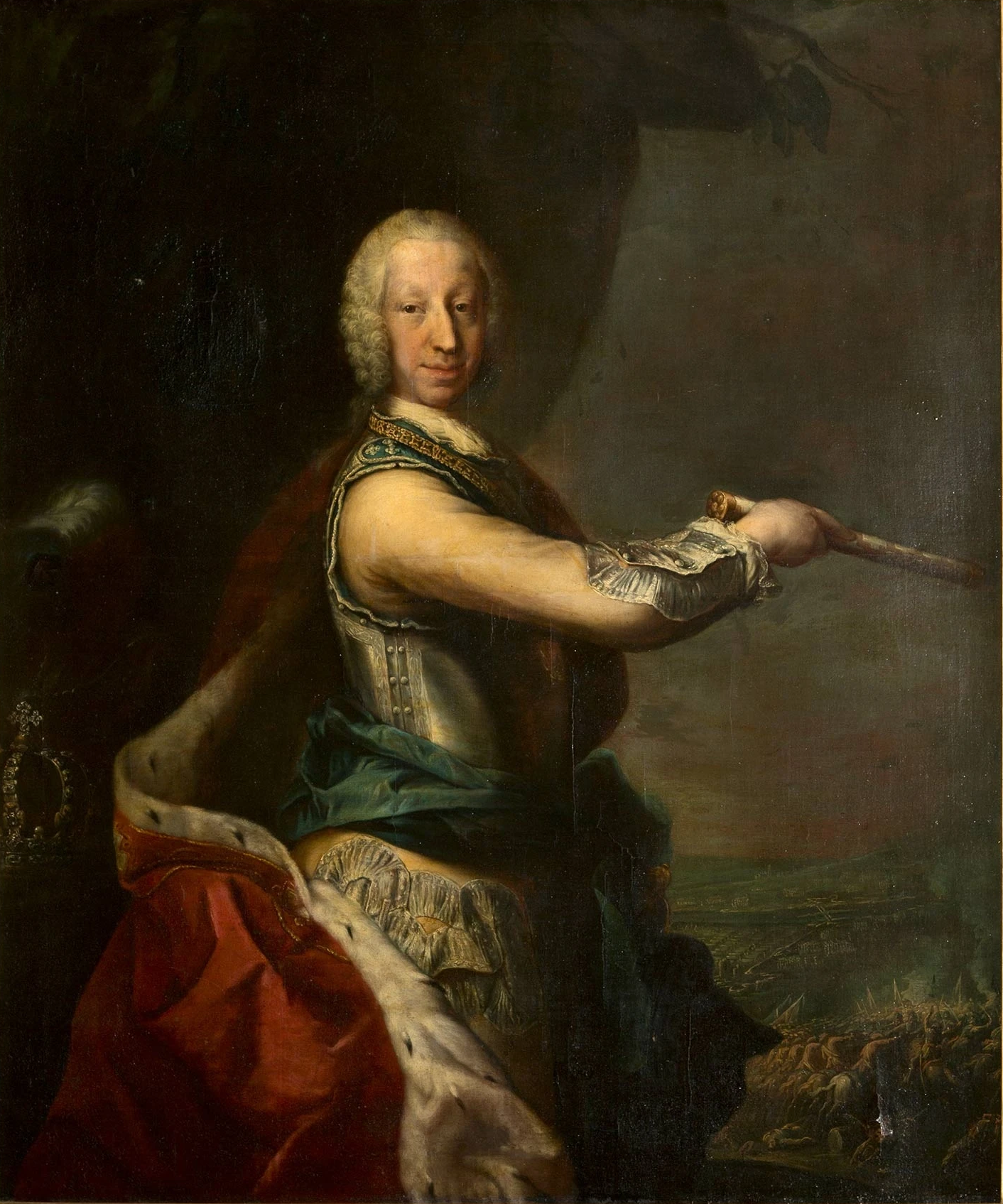
Portrait de Charles-Emmanuel III, par Maria Giovanna Clementi (ca. 1734). Huile sur toile, musée Fabre, Montpellier.

Nonobstant, après la mort de l'empereur Charles VI (1740), il n'en prétend pas moins au Milanais. Les promesses d'une augmentation de territoire de Marie-Thérèse d'Autriche le détachent de la France et de l'Espagne ; le pays est occupé par l'armée espagnole de 1742 à 1749. Il enlève néanmoins Modène et La Mirandole aux Espagnols, et déploie de réels talents militaires en obtenant, en 1747, une victoire écrasante sur les Français à la Bataille d'Assietta.
Mais, après avoir perdu 5 000 hommes contre la France à la bataille de la Madonne de l'Olmo devant Coni (1744), il signe en 1746, à Turin, une paix temporaire avec la France et fait épouser à son fils en 1750 l'infante Marie-Antoinette d'Espagne de la Maison de Bourbon, belle-sœur du Dauphin Louis.
Dès lors, en « despote éclairé, » il consacre tous ses soins à soulager ses peuples, et reçoit à sa cour de Turin en 1750, le peintre napolitain Sebastiano Conca. Refusant de prendre part à la guerre de Sept Ans (1756-1763), il met de l'ordre dans les finances, « fonctionnarise » l'armée et l'enseignement, abrège les longueurs de la Justice et organise le cadastre (appelé mappe sarde) où a été employé Jean-Jacques Rousseau. Ses Lois et constitutions sont publiées en 1770.
Le 19 décembre 1771, il promulgue un édit pour « l'affranchissement des fonds sujets à devoirs féodaux », qui permet aux paysans de racheter les droits féodaux à leurs seigneurs. Face aux résistances de la noblesse et du clergé, ce sera son fils, Victor-Amédée III qui fera aboutir cet affranchissement général par les lettres patentes du 2 janvier 1778.

## Mariages et enfants
Charles-Emmanuel, âgé de 21 ans, encore prince de Piémont, épouse en premières noces à Verceil le 15 mars 1722 Anne-Christine de Palatinat-Soulzbach (1704-1723), fille de Théodore-Eustache de Palatinat-Soulzbach et de Marie-Éléonore de Hesse-Rheinfels, qui meurt à 19 ans des suites de ses couches. Ils ont :
- Victor-Amédée-Théodore (en) (1723-1725), prince de Savoie et duc d'Aoste.

Veuf, le prince de Piémont épouse à Thonon-les-Bains le 23 juillet 1724 Polyxène de Hesse-Rheinfels-Rotenbourg, fille d'Ernest-Léopold Ier, landgrave de Hesse-Rheinfels-Rotenbourg, et d'Éléonore de Lowenstein-Wertheim, une cousine germaine de sa première épouse, qui meurt à 29 ans. Ils ont :
- Victor-Amédée III (1726-1796), qui épouse en 1750 Marie-Antoinette d'Espagne (1729-1785) d'où postérité ;
- Éléonore-Marie-Thérèse (1728-1781) ;
- Marie-Louise de Savoie (1729-1767), religieuse à Saint-André de Chieri ;
- Marie-Félicitée de Savoie (1730-1801) ;
- Emmanuel-Philibert (1731-1735), duc d'Aoste ;
- Charles-François-Romuald (1733-1733), duc de Chablais.

De nouveau veuf mais devenu roi, il épouse en troisièmes noces à Turin le 1er avril 1737 sa cousine utérine Élisabeth-Thérèse de Lorraine (1711-1741), fille de Léopold Ier de Lorraine, duc de Lorraine et de Bar et d'Élisabeth-Charlotte d'Orléans, princesse souveraine de Commercy, et donc sœur cadette du futur empereur François Ier du Saint-Empire qui meurt à 29 ans des suites de ses troisièmes couches. Ils ont :
- Charles-François-Marie-Auguste (1738-1745), duc d'Aoste ;
- Victoire-Marguerite (en) (1740-1742) ;
- Benoît-Maurice (1741-1808), duc de Chablais, puis marquis d'Ivrée à partir de 1796, qui épousa en 1775 sa nièce Marie-Anne de Savoie (1757-1824).

Trois fois veuf à seulement 40 ans, mais voyant sa succession assurée, le roi ne se remarie pas. Aucune de ses 3 femmes n'a dépassé l'âge de 30 ans.

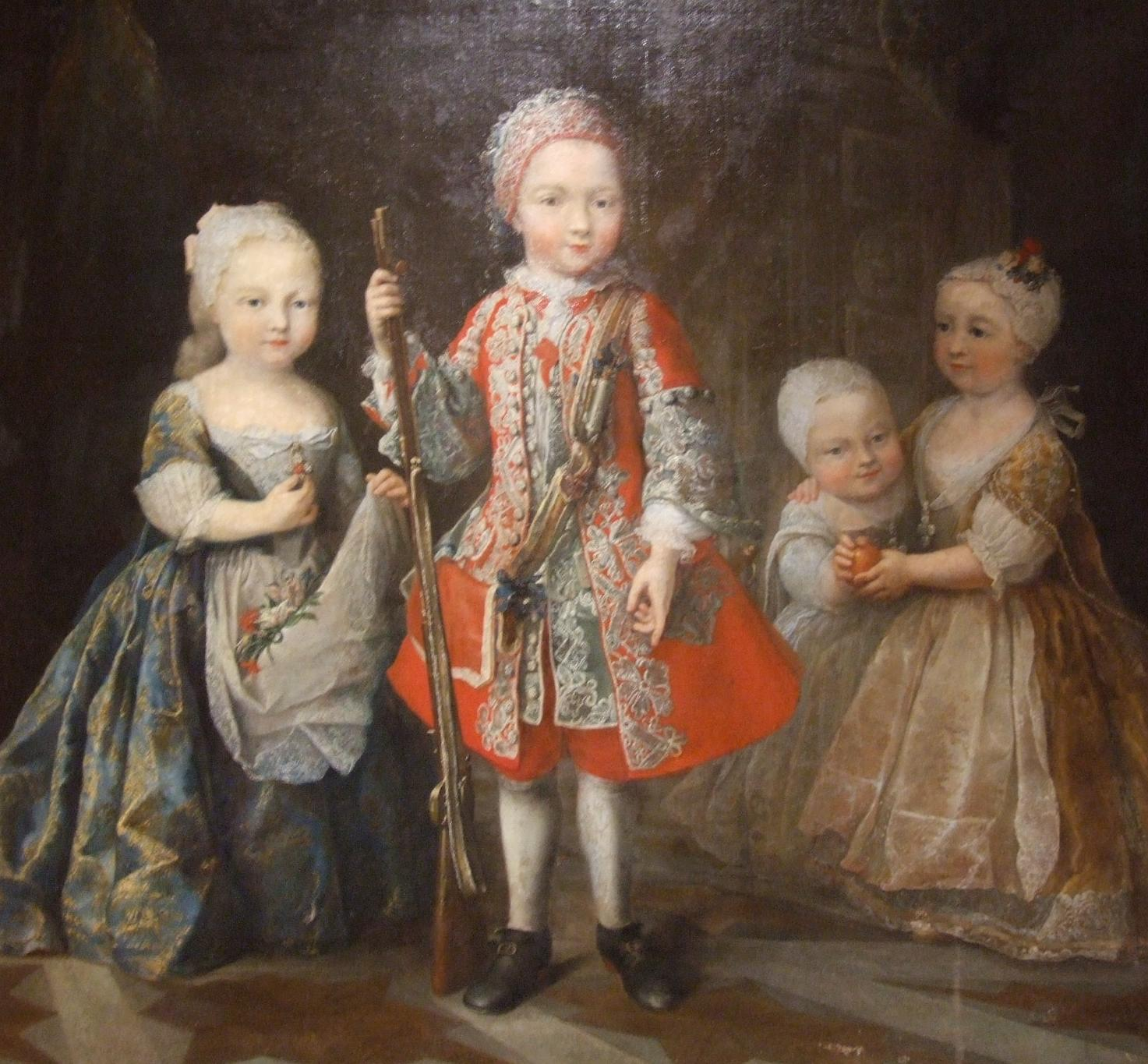
Le futur Victor-Amédée III et ses trois sœurs, Éléonore-Thérèse, Marie-Félicité et Marie-Louise-Gabrielle, par Maria Giovanna Clementi, 1730.